# Martinová
Martinová este o comună slovacă, aflată în districtul Rimavská Sobota din regiunea Banská Bystrica. Localitatea se află la altitudinea de 180 m deasupra n.m., se întinde pe o suprafață de 3,78 km2 și în 2017 număra 201 locuitori. Se învecinează cu Orávka, Rimavská Seč, Chrámec, Dubovec, Slovacia și Bottovo.

## Istoric
Localitatea Martinová este atestată documentar din 1427.

## Demografie
| An:                | 1994 | 2004   | 2014   | 2024  |
| ------------------ | ---- | ------ | ------ | ----- |
| Număr de persoane: | 198  | 197    | 200    | 205   |
| Diferență:         |      | −0,50% | +1,52% | +2,5% |

| An:                | 2023 | 2024   |
| ------------------ | ---- | ------ |
| Număr de persoane: | 209  | 205    |
| Diferență:         |      | −1,91% |